# جان استوارت (مجری تلویزیونی)
جان استوارت (به انگلیسی: Jon Stewart) (زاده ۲۸ نوامبر ۱۹۶۲) از شخصیت‌های مشهور تلویزیونی آمریکا است.
او بین سال‌های ۱۹۹۹ تا ۲۰۱۵ مجری شبانگاهی برنامه تلویزیونی دیلی شو از شبکه سرتاسری کمدی سنترال بود. برنامه دیلی شوی آقای استوارت در هر انتخابات و در موضوعات سیاسی مورد مناقشه، با طنزی که هدفش انتقاد از جمهوریخواهان و محافظه‌کاران و گاه دموکرات‌ها بود، یکی از پربیننده‌ترین برنامه‌های نیم ساعته شب آمریکا شد. وی برنده جایزه امی می‌باشد. او همچنین نویسنده کتاب America: A Citizen's Guide to Democracy Inaction (آمریکا: راهنمای شهروندان برای یک دمکراسی ناتوان) می‌باشد.
استوارت که در نیویورک متولد گردید، دانش‌آموخته دانشگاه ویلیام اند ماری است.
استوارت همچنین فیلم گلاب را کارگردانی کرده‌است که داستانش در مورد یک روزنامه‌نگار ایرانی به نام مازیار بهاری، در خلال روزهای تظاهرات جنبش سبز است. که موسیقی فیلم توسط مهدیار آقاجانی نوشته است.